# Volvo 850

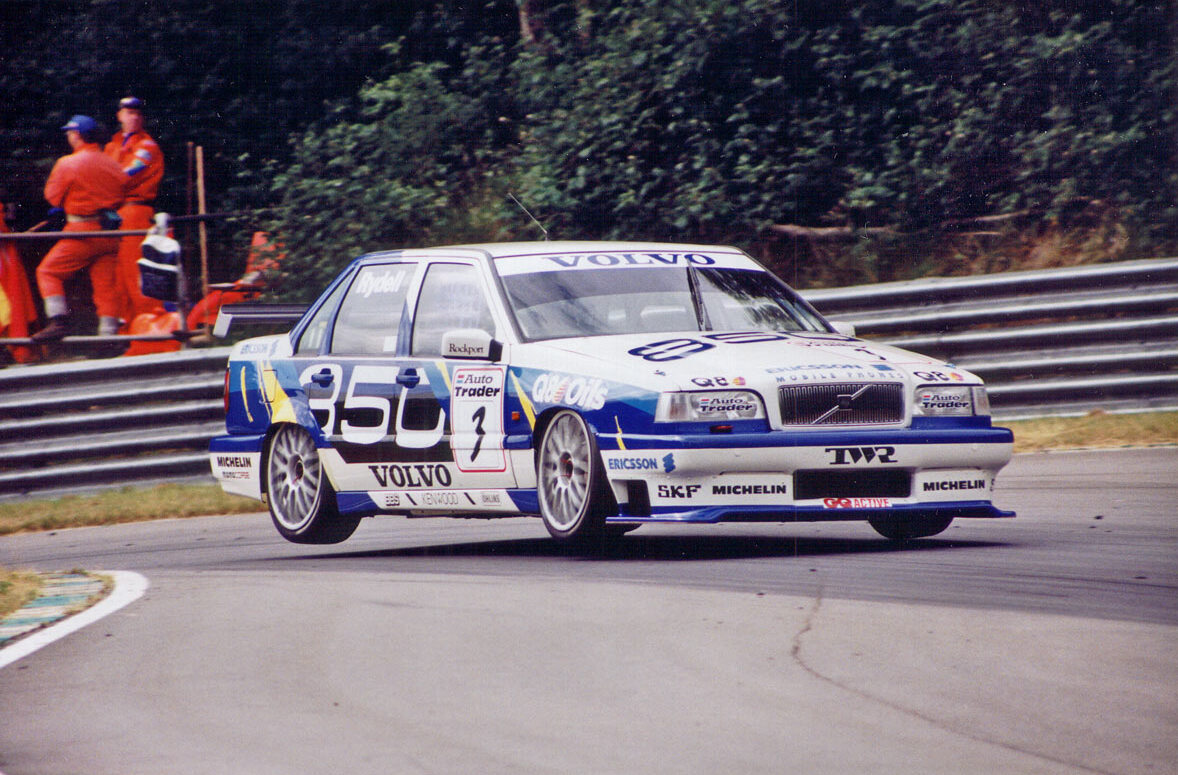
Volvo 854 op BTCC 1996

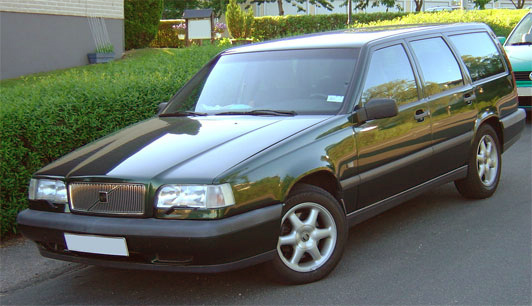
Volvo 850 stationwagen (855)

De Volvo 850 is een auto van Volvo uit de middenklasse. De 850 is gemaakt als sedan (type 854) en stationwagen (type 855). De auto is geproduceerd tussen 1991 en 1997 en is nog steeds populair dankzij het tijdloze design en de duurzaamheid. Er rijden nog veel Volvo 850's op de weg, vele met astronomische kilometerstanden. Enkele zijn al voorbij de 750.000 km.

## Ontwikkeling
Midden jaren 80 had Volvo te maken met een imagoprobleem. Ze werden naar hun zin te veel gezien als een merk voor het oudere publiek. Daarop besloten ze een moderne, veilige, maar ook sportieve auto te ontwikkelen met voorwielaandrijving, hetgeen voor Volvo nieuw was. De auto moest een ruime familieauto worden met moderne rijeigenschappen en met veel aandacht voor de veiligheid. Volvo heeft veel geld gestoken in het ontwerp, waardoor de Volvo 850 (en zijn opvolgers) een van de meest doorontwikkelde auto's is in zijn klasse.
De Volvo 850 beschikt ondanks zijn hoekige lijnen over een goede aerodynamica. De estate-versie heeft lange, verticale achterlichten welke de volledige D-stijl bedekken, onder meer voor betere zichtbaarheid in glooiend terrein. Het was de eerste auto met dit type achterlichten en al snel werd dit ontwerpitem overgenomen door andere autofabrikanten.

## Motorisering en techniek
De 850 heeft in het vooronder een dwarsgeplaatste 5 cilinder-motor met een inhoud van 2,0 tot 2,5 liter, met 10 of 20 kleppen, al dan niet voorzien van een turbo. Het vermogen van de diverse benzine varianten loopt uiteen van 126 tot 250 pk. De auto is ook geleverd met een door Volkswagen ontwikkelde 5 cilinder-TDI-dieselmotor met inhoud van 2,5 liter en 140 pk. Revolutionair was de relatief kleine versnellingsbak, die naast de motor tussen de voorwielen is geplaatst.
In de eerste series "ALTER 1" '91 - '94 werden (in NL) de 2.5 10V motoren verkocht als GLE; de 2.5 20V als GLT en in '93 - '94 de 2.3 20V turbo als T-5
Om de auto te promoten en het sportieve karakter te benadrukken heeft Volvo ook enkele 850's geprepareerd voor het British Touring Car Championship. Veel techniek van deze raceauto is terug te vinden in het snelste model, de Volvo 850 T-5R. De Volvo 850 was zelfs in zijn snelste uitvoering een discrete auto en was daarom populair bij het KLPD.
De Volvo 850 staat ook bekend om het speciale roffelende geluid van de vijfcilinder-benzine- en dieselmotoren, hetgeen hem onder liefhebbers de bijnaam Roffel heeft opgeleverd.
| Model        | Cilinderinhoud | Cilinderaantal | Vermogen                                                 | Periode   | Opmerkingen                |
| ------------ | -------------- | -------------- | -------------------------------------------------------- | --------- | -------------------------- |
| Benzinemotor |                |                |                                                          |           |                            |
| 2.0          | 1984 cm³       | 5-in-lijn      | 93 kW (126 pk)                                           | 1994–1997 | 10-klepper                 |
| 2.5 10V      | 2435 cm³       | 5-in-lijn      | 106 kW (144 pk)                                          | 1992–1997 | 10-klepper                 |
| 2.5 20V      | 2435 cm³       | 5-in-lijn      | 125 kW (170 pk)                                          | 1992–1997 | 20-klepper                 |
| 2.5T (AWD)   | 2435 cm³       | 5-in-lijn      | 142 kW (193 pk)                                          | 1996–1997 | 20V, met turbolader        |
| 2.3 T-5      | 2319 cm³       | 5-in-lijn      | 166 kW (226 pk)                                          | 1993–1997 | 20V met turbolader         |
| 2.3 T-5R     | 2319 cm³       | 5-in-lijn      | 166 kW (226 pk), 181 kW (243 pk) overboost (30 seconden) | 1995–1996 | 20V, met turbolader        |
| 2.3 R        | 2319 cm³       | 5-in-lijn      | 184 kW (250 pk)                                          | 1996–1997 | 20V, met turbolader        |
| 2.3 R aut.   | 2319 cm³       | 5-in-lijn      | 177 kW (241 pk)                                          | 1996–1997 | 20V, met turbolader        |
| Dieselmotor  |                |                |                                                          |           |                            |
| 2.5 TDI      | 2461 cm³       | 5-in-lijn      | 103 kW (140 pk)                                          | 1996–1997 | Turbodiesel uit de Audi A6 |

## Veiligheid
Volvo heeft veiligheid altijd al erg belangrijk gevonden, waardoor ook de 850 op dat gebied een uitblinker was, zeker in zijn tijd. Het was de eerste auto met airbags tegen zijwaartse impact, onderdeel van het zogenaamde Side Impact Protection System (SIPS). De veiligheidsgordels zijn zelfstellend en voorzien van een explosieve lading, die de gordels bij een aanrijding straktrekken.
Aanvankelijk was er verbazing over het feit dat een passagiersairbag niet standaard werd geleverd. Volvo verklaarde echter dat de ruimte tussen passagier en dashboard groot genoeg was, dat de veiligheidsgordel alleen voldoende bescherming bood. Optioneel was deze airbag wel verkrijgbaar.

## Opvolger
In 1997 is de 850 opgefrist en verbeterd en is de typenaam gewijzigd in S70/V70, wat aansloot op de nieuwe serie typebenamingen van Volvo. De meest in het oog springende veranderingen bij deze vernieuwing zijn het nieuwe dashboard, de meer aflopende motorkap en koplampen (overgenomen van de C70) en de volledig in kleur meegespoten bumpers en nieuwe achterlichten. Daarnaast zijn ook talrijke onderhuidse wijzigingen doorgevoerd. Zo weegt de S70/V70 ongeveer 65 kg meer dan de 850, onder meer vanwege versterkte deuren en andere veiligheidsverbeteringen.
Bij Volvo Nederland worden deze types 870 genoemd.
| 872 = C70 Coupé     |
| 873 = C70 Cabriolet |
| 874 = S70           |
| 875 = V70           |
| 876 = V70 XC        |

## Galerij

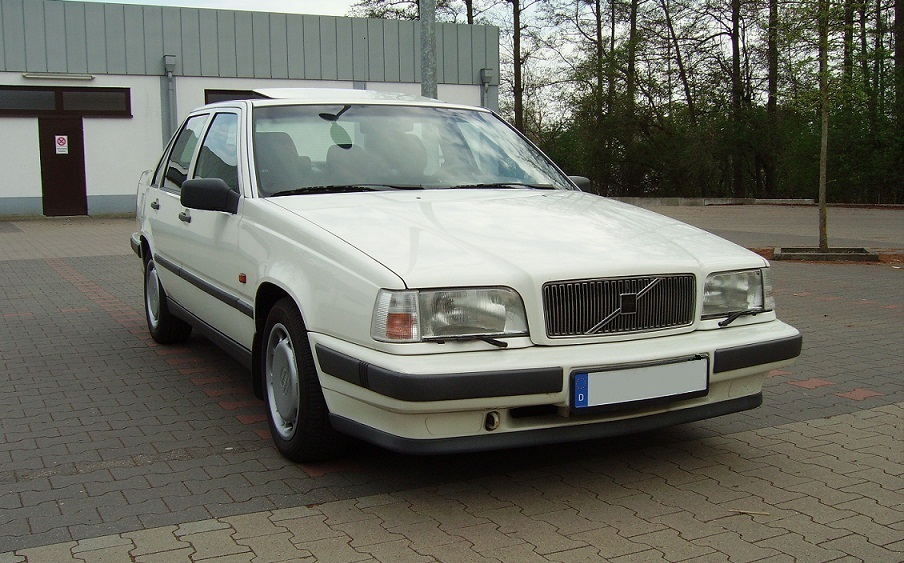
850 sedan
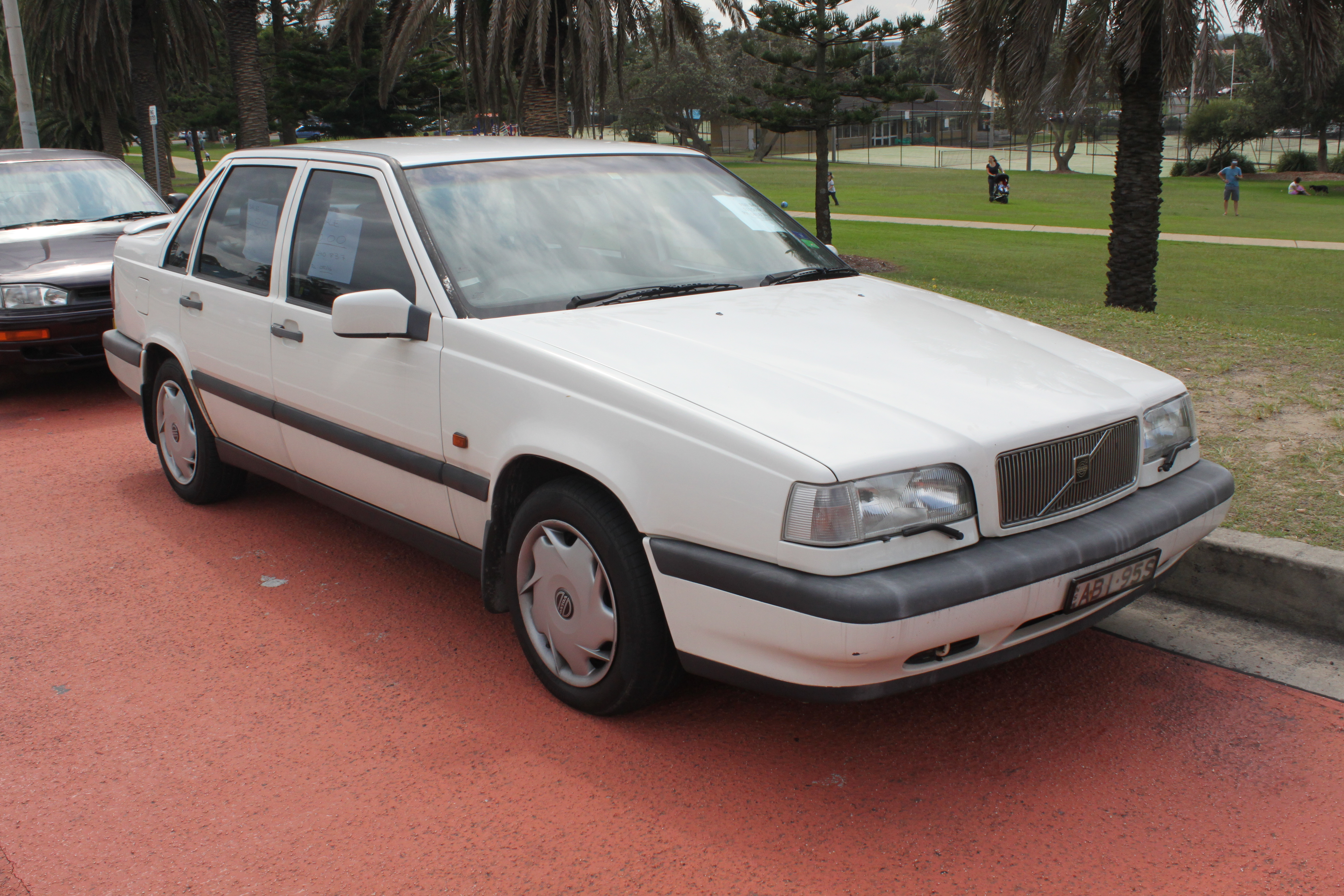
Sedan facelift
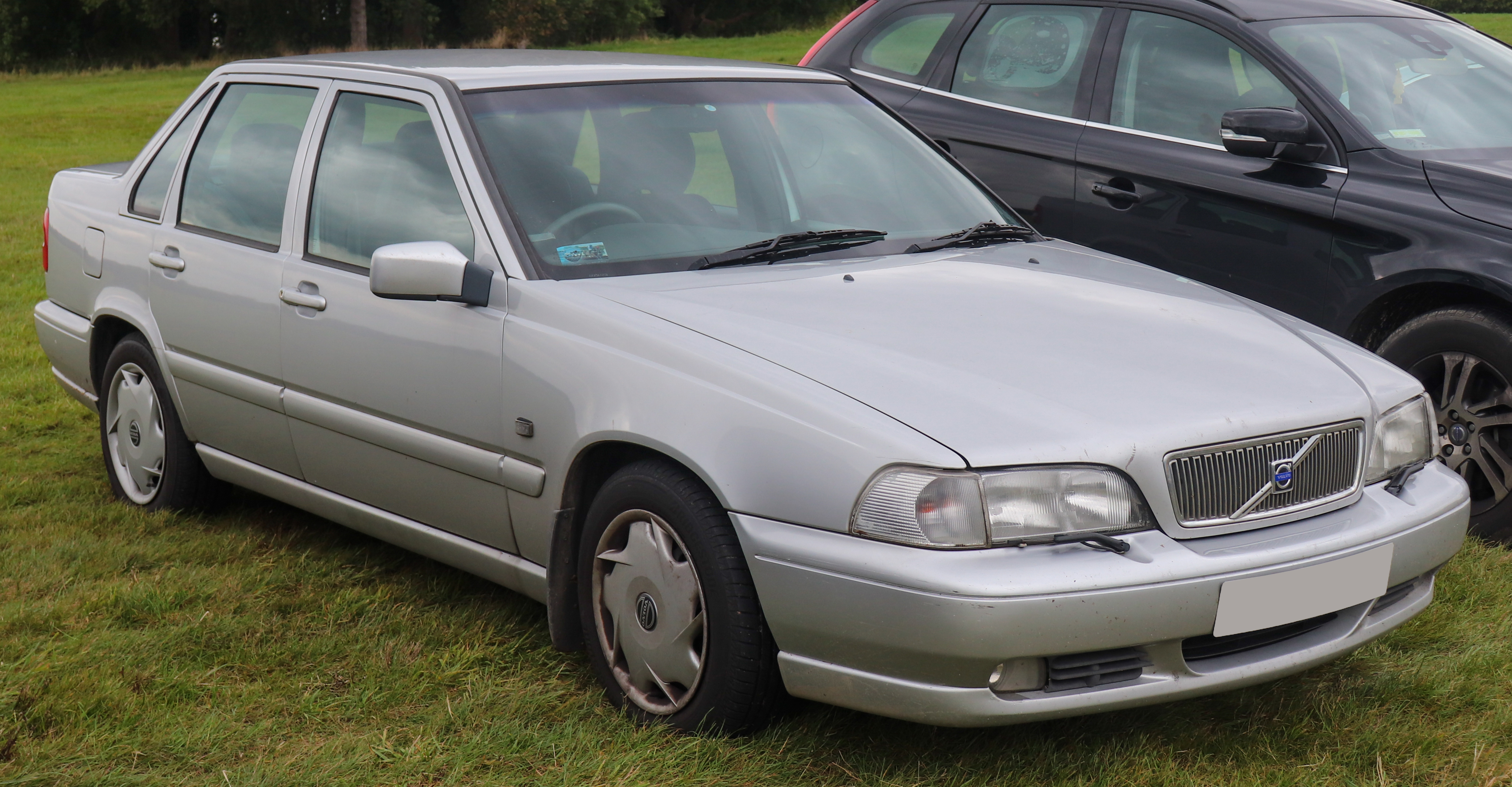
S70
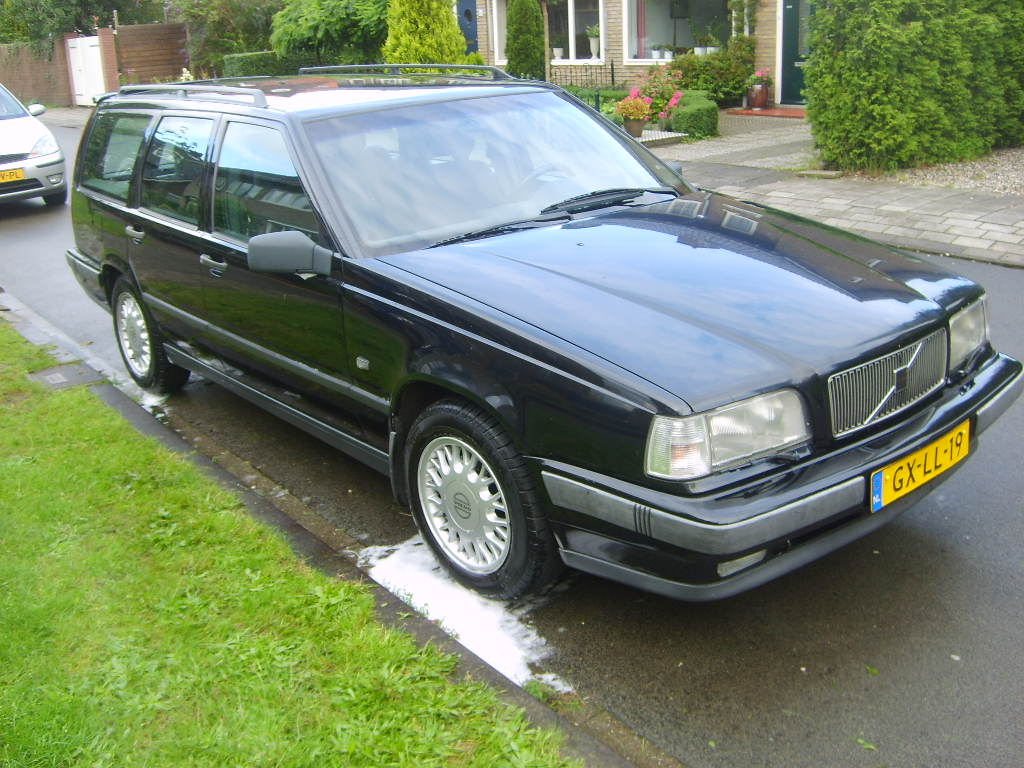
850 Estate
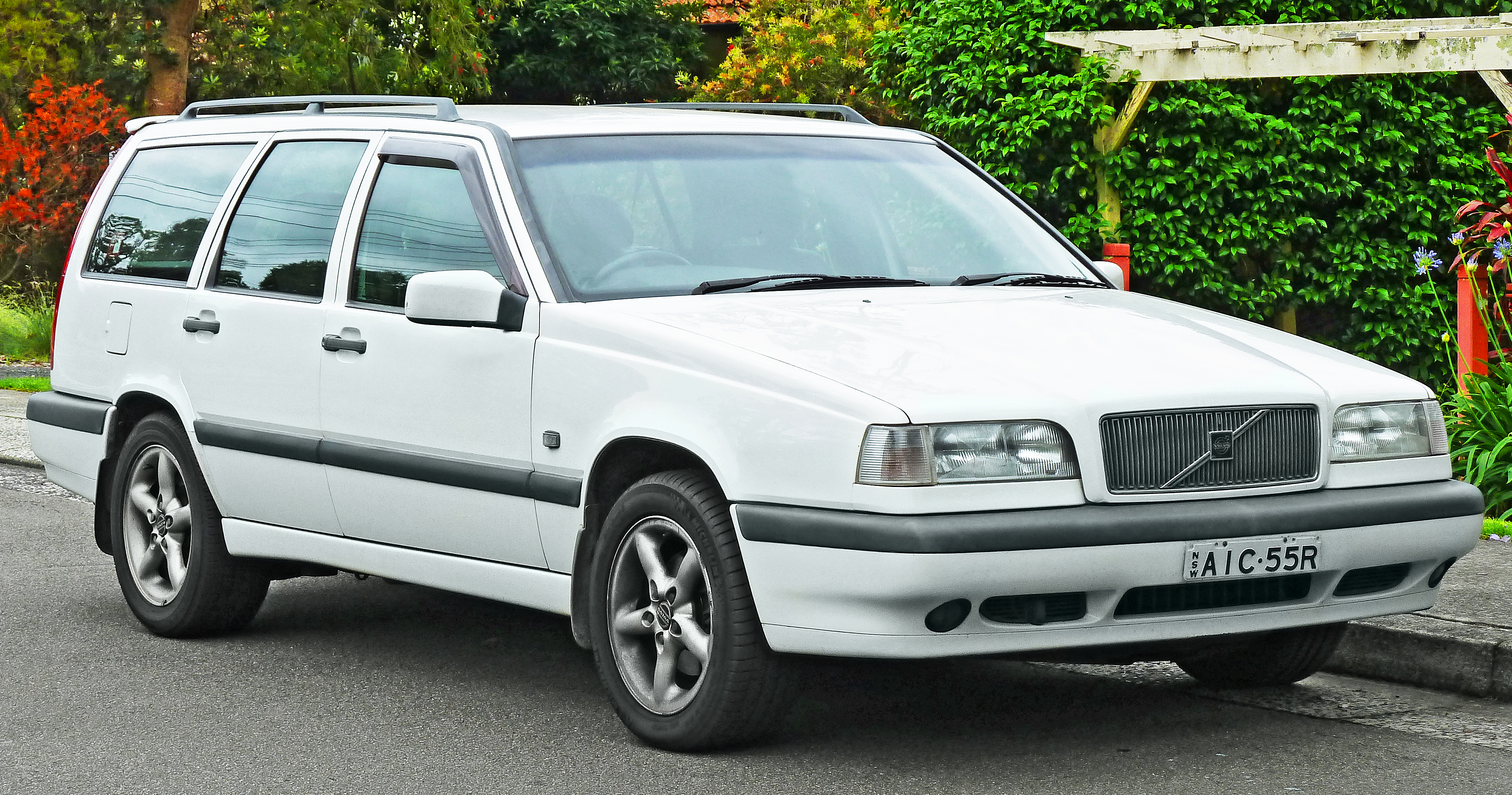
Estate facelift
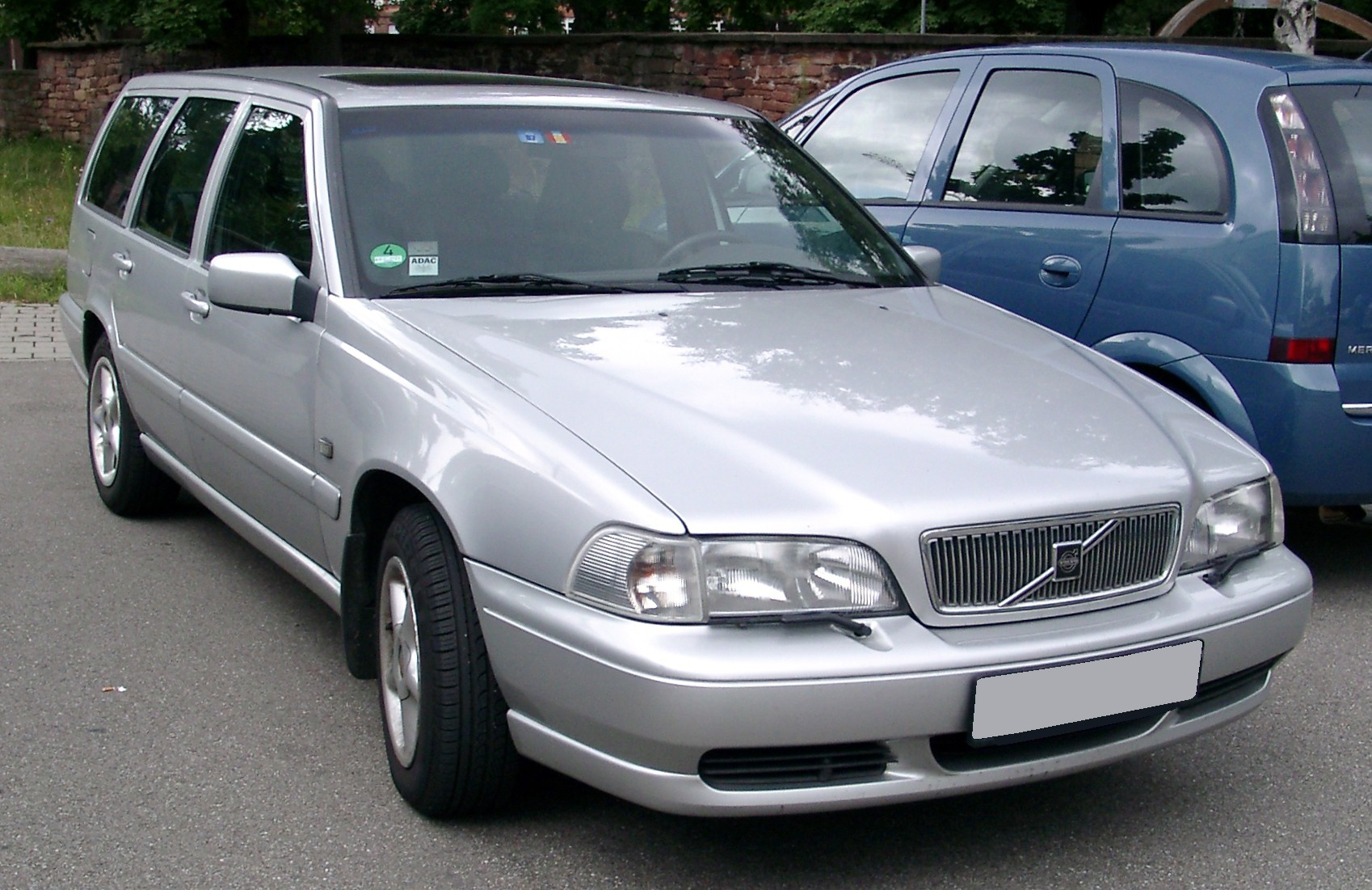
V70